# Gabia destructor
Gabia destructor là một loài tò vò trong họ Ichneumonidae.